# Julián Alonso
Julián Alonso (n. Canet de Mar, España; 2 de agosto de 1977) es un exjugador profesional de tenis y fue profesional desde 1995 hasta 2003 ganando 2 títulos de individuales y 2 de dobles, llegando también a 2 finales en ambas especialidades.
Conocido por su potente servicio y gran derecha fue un jugador avanzado en sus tiempos llegando a ser "Rookie of the year" en la ATP tour año 1997. 
Como jugador fue Componente del equipo de Copa Davis del año 1997 al 2000.
Subcapitán del equipo español de Copa Davis 2015.
Subcapitán del equipo holandés de la Billie Jean Cup 2021, 2022, 2023.
Entrenador de Arantxa Rus desde 2018, Leylah Fernandez desde 2022 y Marco Cecchinato desde Finales de 2023.
Anteriormente ha sido entrenador de Nicolás Almagro, Sabine Lisicki, Mirjana Lučić-Baroni, Ajla Tomljanović,  Varvara Lepchenko & Renata Zarazúa.
Actualmente es el fundador de ELITE TENNIS TEAM , escuela de tenis localizada en Miami (Florida) especializada en el desarrollo de tenistas Profesionales y de Juniors

## Vida personal
Mantuvo un romance con Martina Hingis en 1998.
Casado con Arantxa Vivanco y padre de dos Hijos Julián Alonso JR y Oliver Alonso.

## Títulos (4; 2+2)

### Individuales (2)
| Leyenda                |
| Grand Slam (0)         |
| Tennis Masters Cup (0) |
| ATP Masters Series (0) |
| ATP Tour (2)           |

| N.º | Fecha                  | Torneo          | Superficie    | Oponente en la final    | Resultado |
| --- | ---------------------- | --------------- | ------------- | ----------------------- | --------- |
| 1.  | 9 de noviembre de 1997 | Santiago, Chile | Tierra batida | Marcelo Ríos (Chile)    | 6-2 6-1   |
| 2.  | 14 de junio de 1998    | Bolonia, Italia | Tierra batida | Karim Alami (Marruecos) | 6-1 6-4   |

### Finalista en individuales (1)
- 1997: Kitzbuhel (pierde ante Filip Dewulf).

### Clasificación en torneos del Grand Slam
| Torneo             | 2001 | 2000 | 1999 | 1998 | 1997 | 1996 | Títulos |
| ------------------ | ---- | ---- | ---- | ---- | ---- | ---- | ------- |
| Australian Open    | -    | 1r   | 2r   | 2r   | -    | -    | 0       |
| Roland Garros      | -    | -    | 1r   | 1r   | -    | -    | 0       |
| Wimbledon          | -    | -    | 1r   | 1r   | -    | -    | 0       |
| US Open            | -    | -    | -    | 1r   | 1r   | -    | 0       |
| Tennis Masters Cup | -    | -    | -    | -    | -    | -    | 0       |

### Dobles (2)
| Leyenda                |
| Grand Slam (0)         |
| Tennis Masters Cup (0) |
| ATP Masters Series (0) |
| ATP Tour (2)           |

| N.º | Fecha                    | Torneo                      | Superficie    | Pareja                          | Oponentes en la final                                          | Resultado   |
| --- | ------------------------ | --------------------------- | ------------- | ------------------------------- | -------------------------------------------------------------- | ----------- |
| 1.  | 14 de septiembre de 1997 | Marbella, España            | Tierra batida | Karim Alami (Marruecos)         | Alberto Berasategui (España) y Jordi Burillo (España)          | 4-6 6-3 6-0 |
| 2.  | 24 de agosto de 1998     | Long Island, Estados Unidos | Dura          | Javier Sánchez Vicario (España) | Brandon Coupe (Estados Unidos) y Dave Randall (Estados Unidos) | 6-4 6-4     |

### Finalista en dobles (1)
- 1997: Santiago (junto a Nicolás Lapentti pierden ante Hendrik Jan Davids y Andrew Kratzmann).